# 惠瓦
50°12′39″N 28°39′19″E / 50.21083°N 28.65528°E
惠瓦（烏克蘭語：Гуйва，羅馬化：Huiva，或译为圭瓦）是烏克蘭北部日托米爾州日托米爾區新惠温斯凯市镇内的市級鎮。處於惠瓦河畔，始建於1931年，面積1平方公里，2012年該鎮人口1,438，人口密度每平方公里1,438人。